# Degerfors IF
A Degerfors IF egy svéd első osztályú labdarúgócsapat Degerfors városában. A klub stadionja a Stora Valla, amely 7500 fő befogadására alkalmas. A klub jelenleg a svéd első osztályban szerepel 2021-es feljutása óta.

## Játékoskeret
2022. december 1. szerint.
| #  |     | Poszt | Név               |
| -- | --- | ----- | ----------------- |
| 2  | SWE | V     | Gustav Granath    |
| 3  | UGA | V     | Ronald Mukiibi    |
| 4  | SWE | V     | Sean Sabetkar     |
| 5  | USA | V     | Joe Gyau          |
| 6  | SWE | V     | Oscar Wallin      |
| 7  | SWE | KP    | Sebastian Ohlsson |
| 8  | CRC | KP    | Diego Campos      |
| 9  | SWE | CS    | Johan Bertilsson  |
| 10 | SWE | CS    | Dijan Vukojević   |
| 11 | SWE | KP    | Christos Gravius  |
| 12 | SWE | KP    | Erik Lindell      |

| #  |     | Poszt | Név               |
| -- | --- | ----- | ----------------- |
| 14 | MKD | CS    | Daniel Krezic     |
| 16 | SWE | KP    | Rasmus Örqvist    |
| 17 | SWE | V     | Anton Kralj       |
| 18 | SWE | CS    | Albin Mörfelt     |
| 20 | SWE | V     | Elyas Bouzaiene   |
| 21 | SWE | KP    | Adam Carlén       |
| 22 | LBR | KP    | Justin Salmon     |
| 23 | SWE | CS    | Adhavan Rajamohan |
| 25 | USA | K     | Jeffrey Gal       |
| 40 | SRB | CS    | Nikola Đurđić     |